# Cyclopecten pernomus
Cyclopecten pernomus är en musselart som först beskrevs av Leo George Hertlein 1935.  Cyclopecten pernomus ingår i släktet Cyclopecten och familjen Propeamussidae. Inga underarter finns listade i Catalogue of Life.